# Prunus alaica
Prunus alaica är en rosväxtart som först beskrevs av Antonina Ivanovna Pojarkova, och fick sitt nu gällande namn av Alexander Gilli. Prunus alaica ingår i släktet prunusar, och familjen rosväxter. Inga underarter finns listade i Catalogue of Life.